# 後漢相国、丞相の一覧
後漢相国・丞相の一覧は中国後漢王朝時代に百官の長である相国・丞相の地位に就いた者達の一覧である。

## 相国
| 代                      | 爵位   | 姓名 | 在位年数 | 在位期間     | 皇帝 |
| 後漢相国（25年－220年） |        |      |          |              |      |
| 1                       | 斄郷侯 | 董卓 | 3年      | 189年－192年 | 献帝 |

## 丞相
| 代                      | 爵位   | 姓名 | 在位年数 | 在位時間     | 皇帝 |
| 後漢丞相（25年－220年） |        |      |          |              |      |
| 1                       | 魏武王 | 曹操 | 12年     | 208年－220年 | 献帝 |
| 2                       | 魏王   | 曹丕 | 1年      | 220年        | 献帝 |

## 関連
- 相国
- 丞相
- 大司徒
- 三公
  - 前漢丞相、相国、大司徒の一覧 - 後漢相国、丞相の一覧 - 三国相国、丞相、司徒の一覧 - 晋朝相国、丞相の一覧 - 十六国相国、丞相の一覧 - 南朝相国、丞相の一覧 - 北朝相国、丞相の一覧